# Futbol'nyj Klub Zenit Sankt-Peterburg 2006
Questa voce raccoglie le informazioni riguardanti lo Zenit San Pietroburgo nelle competizioni ufficiali della stagione 2006.

## Rosa
| N. |                          | Ruolo | Calciatore          |
| -- | ------------------------ | ----- | ------------------- |
| 1  | Slovacchia (bandiera)    | P     | Kamil Čontofalský   |
| 2  | Russia (bandiera)        | C     | Vladislav Radimov   |
| 3  | Slovacchia (bandiera)    | D     | Martin Škrtel       |
| 4  | Croazia (bandiera)       | D     | Ivica Križanac      |
| 15 | Corea del Sud (bandiera) | D     | Kim Dong-jin        |
| 7  | Argentina (bandiera)     | C     | Alejandro Domínguez |
| 8  | Russia (bandiera)        | A     | Pavel Pogrebnyak    |
| 61 | Turchia (bandiera)       | A     | Fatih Tekke         |
| 10 | Russia (bandiera)        | A     | Andrej Aršavin      |
| 9  | Rep. Ceca (bandiera)     | C     | Radek Šírl          |
| 14 | Norvegia (bandiera)      | D     | Erik Hagen          |

| N. |                          | Ruolo | Calciatore                   |
| -- | ------------------------ | ----- | ---------------------------- |
| 6  | Ucraina (bandiera)       | C     | Oleksandr Spivak             |
| 16 | Russia (bandiera)        | P     | Vjačeslav Malafeev           |
| 17 | Corea del Sud (bandiera) | C     | Lee Ho                       |
| 20 | Russia (bandiera)        | C     | Konstantin Zyryanov          |
| 22 | Russia (bandiera)        | D     | Aleksandr Anjukov            |
| 25 | Paesi Bassi (bandiera)   | C     | Fernando Ricksen             |
| 27 | Russia (bandiera)        | C     | Igor Denisov                 |
| 44 | Ucraina (bandiera)       | C     | Anatolij Tymoščuk (Capitano) |
| 87 | Russia (bandiera)        | C     | Ilya Maksimov                |
| 88 | Ucraina (bandiera)       | C     | Olexander Gorshkov           |

## Risultati

### Prem'er-Liga
| San Pietroburgo 19 marzo 2006 1ª giornata | Zenit San Pietroburgo | 1 – 1 referto | Saturn | Stadio Petrovskij |

| Perm' 26 marzo 2006 2ª giornata | Amkar Perm' | 1 – 3 referto | Zenit San Pietroburgo | Stadio Zvezda |

| San Pietroburgo 17 maggio 2006 3ª giornata | Zenit San Pietroburgo | 1 – 1 referto | Rostov | Stadio Petrovskij |

| Samara 9 aprile 2006 4ª giornata | Kryl'ja Sovetov Samara | 3 – 2 referto | Zenit San Pietroburgo | Stadio Metallurg (Samara) |

| San Pietroburgo 15 aprile 2006 5ª giornata | Zenit San Pietroburgo | 3 – 1 referto | Luč-Ėnergija | Stadio Petrovskij |

| Nal'čik 23 aprile 2006 6ª giornata | Spartak-Nal'čik | 1 – 1 referto | Zenit San Pietroburgo | Spartak Stadium |

| San Pietroburgo 30 aprile 2006 7ª giornata | Zenit San Pietroburgo | 1 – 4 referto | Spartak Mosca | Stadio Petrovskij |

| Mosca 6 maggio 2006 8ª giornata | Lokomotiv Mosca | 3 – 1 referto | Zenit San Pietroburgo | Stadio Lokomotiv |

| San Pietroburgo 14 maggio 2006 9ª giornata | Zenit San Pietroburgo | 1 – 0 referto | Rubin | Stadio Petrovskij |

| Mosca 12 luglio 2006 10ª giornata | FK Mosca | 0 – 0 referto | Zenit San Pietroburgo | Stadio Ėduard Strel'cov |

| San Pietroburgo 19 luglio 2006 11ª giornata | Zenit San Pietroburgo | 0 – 0 referto | CSKA Mosca | Stadio Petrovskij |

| San Pietroburgo 23 luglio 2006 12ª giornata | Zenit San Pietroburgo | 2 – 1 referto | Torpedo Mosca | Stadio Petrovskij |

| Mosca 30 luglio 2006 13ª giornata | Dinamo Mosca | 2 – 2 referto | Zenit San Pietroburgo | Stadio Dinamo |

| San Pietroburgo 6 agosto 2006 14ª giornata | Zenit San Pietroburgo | 1 – 0 referto | Šinnik | Stadio Petrovskij |

| Tomsk 12 agosto 2006 15ª giornata | Tom' Tomsk | 2 – 2 referto | Zenit San Pietroburgo | Trud Stadium |

| Ramenskoe 20 agosto 2006 16ª giornata | Saturn | 0 – 0 referto | Zenit San Pietroburgo | Saturn Stadium |

| San Pietroburgo 28 agosto 2006 17ª giornata | Zenit San Pietroburgo | 2 – 0 referto | Amkar Perm' | Stadio Petrovskij |

| Rostov sul Don 10 settembre 2006 18ª giornata | Rostov | 1 – 3 referto | Zenit San Pietroburgo | Stadio SKA SKVO |

| San Pietroburgo 17 settembre 2006 19ª giornata | Zenit San Pietroburgo | 1 – 0 referto | Kryl'ja Sovetov Samara | Stadio Petrovskij |

| Vladivostok 24 settembre 2006 20ª giornata | Luč-Ėnergija | 0 – 2 referto | Zenit San Pietroburgo | Stadio Dinamo |

| San Pietroburgo 1º ottobre 2006 21ª giornata | Zenit San Pietroburgo | 4 – 0 referto | Spartak-Nal'čik | Stadio Petrovskij |

| Mosca 14 ottobre 2006 22ª giornata | Spartak Mosca | 1 – 0 referto | Zenit San Pietroburgo | Stadio Lužniki |

| San Pietroburgo 22 ottobre 2006 23ª giornata | Zenit San Pietroburgo | 4 – 1 referto | Lokomotiv Mosca | Stadio Petrovskij |

| Kazan' 25 ottobre 2006 24ª giornata | Rubin | 3 – 0 referto | Zenit San Pietroburgo | Stadio Centrale di Kazan' |

| San Pietroburgo 29 ottobre 2006 25ª giornata | Zenit San Pietroburgo | 1 – 1 referto | FK Mosca | Stadio Petrovskij |

| Mosca 5 novembre 2006 26ª giornata | CSKA Mosca | 1 – 0 referto | Zenit San Pietroburgo | Stadio Dinamo |

| Mosca 8 novembre 2006 27ª giornata | Torpedo Mosca | 1 – 2 referto | Zenit San Pietroburgo | Stadio Lužniki |

| San Pietroburgo 6 luglio 2006 28ª giornata | Zenit San Pietroburgo | 0 – 0 referto | Dinamo Mosca | Stadion imeni S. M. Kirova |

| Jaroslavl' 18 novembre 2006 29ª giornata | Šinnik | 1 – 2 referto | Zenit San Pietroburgo | Stadio Šinnik |

| San Pietroburgo 26 novembre 2006 30ª giornata | Zenit San Pietroburgo | 0 – 0 referto | Tom' Tomsk | Stadio Petrovskij |

### Kubok Rossii
| Čita 2 luglio 2006 Sedicesimi di finale - Andata | Čita | 1 – 2 referto | Zenit San Pietroburgo | Stadio Lokomotiv |

| San Pietroburgo 20 settembre 2006 Sedicesimi di finale - Ritorno | Zenit San Pietroburgo | 2 – 1 referto | Čita | Stadio Petrovskij |

| San Pietroburgo 4 marzo 2007 Ottavi di finale - Andata | Zenit San Pietroburgo | 1 – 0 referto | Saturn | Stadio Petrovskij |

| Ramenskoe 14 marzo 2007 Ottavi di finale - Ritorno | Saturn | 1 – 1 referto | Zenit San Pietroburgo | Saturn Stadium |

| San Pietroburgo 4 aprile 2007 Quarti di finale - Andata | Zenit San Pietroburgo | 1 – 2 referto | Spartak Mosca | Stadio Petrovskij |

| Mosca 18 aprile 2007 Quarti di finale - Ritorno | Spartak Mosca | 1 – 1 referto | Zenit San Pietroburgo | Stadio Lužniki |